# Pathogeen

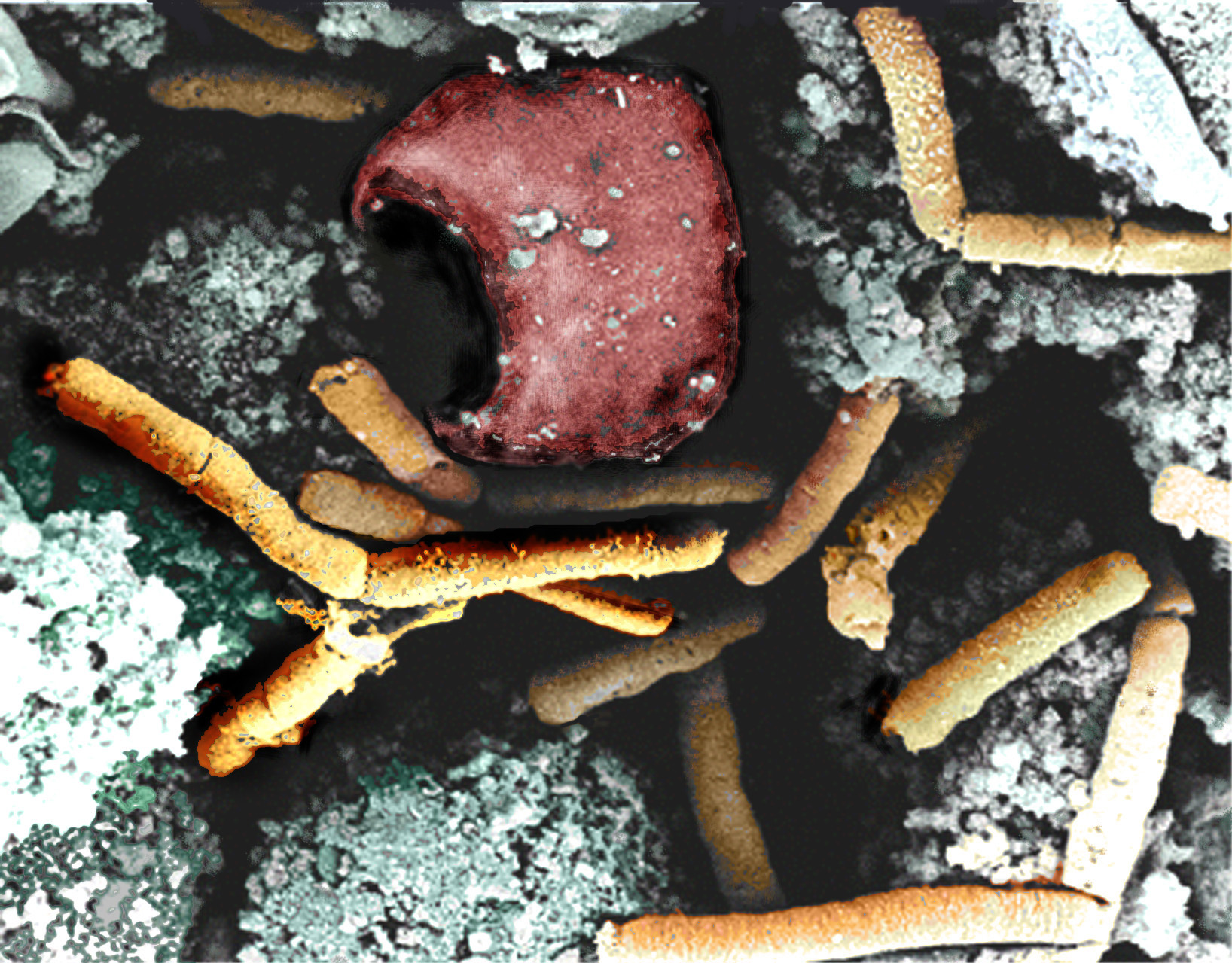
Bacillus anthracis, de bacterie die miltvuur veroorzaakt

Een pathogeen, ook ziektekiem genoemd, is een ziekteverwekker van biologische oorsprong. Een ziektekiem en een ziekteverwekker en meer specifiek een micro-organisme of biologisch deeltje, dat een infectieziekte kan veroorzaken, zijn pathogeen, worden in de medische microbiologie bestudeerd en kunnen op grond van de mate waarin zij pathogeen zijn worden ingedeeld. Vergiften worden in het algemeen niet pathogeen genoemd. 
Als bijvoeglijk naamwoord betekent pathogeen 'ziekteverwekkend' in de breedste zin van het woord, en wordt ook buiten de medische microbiologie gebruikt.

## Indelingscriteria

### Obligaat of facultatief
- Obligate pathogenen zijn parasieten die hun levenscyclus niet kunnen voltooien zonder geschikte gastheren.
- Facultatieve pathogenen behoren tot de normale microbiële huid- en darmflora, en veroorzaken pas problemen bij een verstoring van het natuurlijk evenwicht, bijvoorbeeld door de inname van antibiotica of door verzwakking van het immuunsysteem. Een voorbeeld is het in de darmen aanwezige gist Candida albicans.
- Bacteriën hebben een slechte naam, maar de meeste bacteriën zijn niet pathogeen: de commensalen.

### Soort deeltje
- prionen - geen levende organismen, maar ingewikkelde eiwitten die ziekten veroorzaken
- virussen - ook geen levende organismen; veroorzaken ziekte doordat ze gastheercellen infecteren, die daarna veel nieuwe virusdeeltjes gaan produceren
- micro-organismen
  - bacteriën
  - eencellige dieren
  - schimmels
- wormen

Geleedpotigen die ziekten kunnen veroorzaken, zoals de schurftmijt, haarfollikelmijt, hoofdluis, schaamluis, worden meestal niet tot de pathogenen gerekend.

### Verspreidingsmechanismen
Pathogenen worden op verschillende wijzen overgedragen: 
- via de lucht, door middel van aerosol, uitgeniesde druppeltjes zoals in het geval van het griepvirus, of door fomieten.
- via vectoren, bijvoorbeeld de mug die de malariaparasiet overdraagt.
- door oppervlakkig of intiem lichaamscontact, de belangrijkste besmettingsroute van verkoudheid is door middel van handenschudden.
- door gedeelde injectienaalden, of door uitwisseling van lichaamsvloeistoffen, zoals in het geval van hiv.
- door de inname van besmet water of besmet voedsel, bijvoorbeeld bij buiktyfus.
- door contact met een open wond, zoals bij tetanus.
- van dier op mens en van mens op mens.

## Preventie van transmissie
Om verspreiding van een ziekte te voorkomen moet de manier bekend zijn, waarop die ziekte zich verspreidt:
- Het Panamakanaal kon pas worden gerealiseerd nadat men erachter kwam dat de malaria die de arbeiders velde, door muggen werd verspreid. Dankzij de inzet van horren, klamboes en insecticiden, verdween het probleem met de malaria bijna helemaal.
- De verspreiding van bijvoorbeeld aids kan inmiddels worden ingedamd, nu de manier waarop het aidsvirus wordt overgedragen, via bloed en seksueel contact, bekend is.

Algemene maatregelen in het belang van de hygiëne zijn tegen veel ziekteverwekkers effectief.